# Военные колледжи Армии обороны Израиля
Военные колледжи Армии обороны Израиля (ивр. המכללות הצבאיות‎) — израильское военное подразделение, включающее военные учебные заведения для офицеров различных рангов в Армии обороны Израиля. Подразделение находится в лагере Глилот, недалеко от развязки Глилот. Нынешним командующим подразделением является генерал-майор Итай Виров.
Различные колледжи проводят различные тренинги, в том числе курс бригадных генералов, который обучает оперативный командный состав систем безопасности планированию и проектированию стратегических систем. Также в состав подразделения входит Колледж национальной безопасности, где проходят подготовку старшие сотрудники Армии обороны Израиля, систем безопасности и претенденты на высшие командно-управленческие должности.
Командный состав Армии обороны Израиля в различных рангах также получает квалификацию в этих колледжах. В рамках курса общей подготовки имени Игаля Алона командиры и штабные офицеры оперативных подразделений проходят подготовку на руководящие должности. Курс «Афек» например направлен на повышение квалификации военного состава не боевых частей для получения звания подполковника
Кроме того, молодые офицеры сухопутных войск обучается в военных колледжах командованию тактического звена в рамках тактического командного училища . Наряду с этим действует командная школа по борьбе с контрафактом, которая доверяет компетенциям населения по борьбе с контрафактом на определенной постоянной основе и на постоянной основе на руководящих и штабных должностях в Армии обороны Израиля.

## История
В 1991 году путём объединения «Межармейского командно-штабного колледжа» совместно с «Колледжем национальной безопасности» было создано подразделение «Военные колледжи Армии обороны Израиля». В 2016 году в состав Военных колледжей также был передан «Колледж тактического командования», а в 2017 году была создана «Школа сверхсрочной службы».
Сегодня в них проходят обучение все высшие командные офицеры Армии обороны Израиля в области вооруженных сил и безопасности, совмещая при этом академические занятия.

## Назначения
Основными назначениями военных колледжей являются:
1. Быть основным этапом в последовательности подготовки офицеров
2. Преподавать в военно-академической среде
3. Стоять в авангарде знаний и обучения
4. Помочь сформировать характер офицера Армии обороны Израиля
5. Поместить обучаемого в центр обстановки изучения новых дисциплин
6. Вносить вклад в АОИ, в дополнение к назначению в качестве учебного заведения

## Колледжи
Колледжи, входящие в состав подразделения военных колледжей:
- Колледж национальной безопасности (מב"ל)
- Межармейское командно-штабной колледж (פו"ם),
- Колледж тактического командования
- Школа сверхсрочной службы — в конце 2017 года, после решения начальника Генштаба генерал-лейтенанта Гади Айзенкота, было принято решение об открытии школы сверхсрочной службы, где старшие сверхсрочники пройдут командно-штабной курс в рамках подготовки к дополнительному окончательному курсу

## База будущих военных училищ

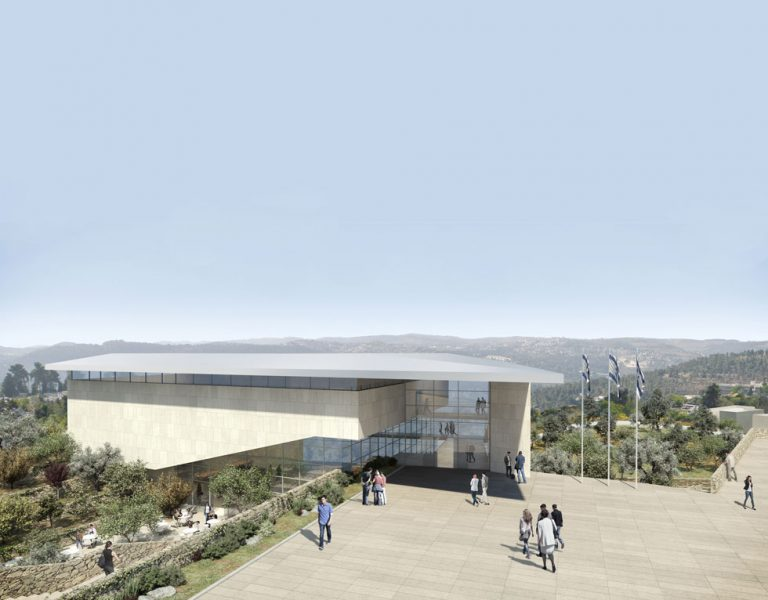
Визуализация военных училищ возле шведской деревни в Эйн-Керем.

В 2002 году премьер-министр Ариэль Шарон инициировал план по перемещению военных колледжей из лагеря Глилот в альтернативный комплекс в Иерусалиме в рамках усилий по укреплению Иерусалима. Были рассмотрены различные варианты их расположения: комплекс «Гиват ха-Тахмошет», Кирьят-ха-Леум и комплекс Еврейского университета в Гиват-Раме.
В соответствии с решением правительства от апреля 2011 года (Решение 3161) предполагалось, что новая база военных колледжей, предназначенная для Командно-штабного колледжа, Колледжа национальной безопасности и Военной академии, будет построена на горе Скопус в Иерусалиме на площади примерно 32 тысячи квадратных метров, и там будут служить более 1400 офицеров и солдат. Базу планировалось разместить рядом с Еврейским университетом, между южными склонами горы Скопус и Национальным парком Эмек-Цурим, хотя это расположение и было проблематичным, так как лежит на территориях за «зеленой чертой» . Соединенные Штаты и другие западные страны выступили против строительства в этом месте. 2 июля 2012 года Окружной комитет по планированию и строительству в Иерусалимском округе утвердил план. Хотя план получил все утверждения, он был заморожен по указанию премьер-министра Биньямина Нетаньяху.
В январе 2015 года правительство Израиля решило перенести запланированное расположение колледжей на запад от Иерусалима, а не на восток (Резолюция 2392). В июле 2017 года Инженерно-строительный департамент Минобороны объявил, что победителем архитектурного конкурса на проект будущей базы военных колледжей стала фирма «Alikim Architects», принадлежащая братьям Цадику и Эли Аликим. Запланированная база будет построена в лесистой местности в Иерусалимском лесу, над районом Эйн-Керем в окрестностях Иерусалима, на хребте, возвышающемся над районом, расположенным в долине, на юго-западной окраине города. Общая площадь, отведенная под колледж, составляет 50 дунамов. В августе 2018 года районный комитет по планированию и строительству утвердил план, несмотря на протест жителей Эйн-Керем, которые утверждали, что проект нанесет ущерб редким природным ценностям и вызовет заторы на дорогах в этом районе.
26 августа 2018 года большинство членов городского совета Иерусалима проголосовали против плана создания колледжей возле Эйн-Керем.